# G'race
G'race, eerder Grace genoemd, was een Nederlandse band. De groep had in het begin van de jaren tachtig een groot succes met de single Manhattan.

## Biografie
De muziekgroep Grace werd in 1968 opgericht door gitarist Henk van der Burgh en zijn twee broers Frans (zanger en gitarist) en John (zanger en toetsenist). Overige bandleden waren toen Ronald Dobber (drummer) en Guido Collard (bassist). In de beginjaren trad de groep vaak op bij de Noord-Hollandse podia als coverband. In 1970 verlieten de broers John en Frans van der Burgh de groep. Hun plaatsen werden ingenomen door Ed Kemperman (zanger en toetsenist) en ex-Funfair Peter de Wijn (zanger, gitarist en saxofonist).
In 1975 maakte Grace zijn debuut op vinyl met de single I hear music, maar dit werd geen hit. Een jaar later verscheen de tweede single, Jamaica. In 1977 keerde Henk van der Burgh weer terug, die de band eerder verlaten had en vervangen was door ex-Funfair Jan van Droffelaar (zanger en gitarist).
In 1979 trad leadzangeres Gerda van den Outenaar, die hiervoor actief was onder de artiestennaam Jennifer, toe tot de band. Daarentegen vertrok basgitarist Collard, zodat Henk van der Burgh zijn positie nu overnam. De Wijn was inmiddels componist voor diverse artiesten en richtte zijn eigen platenlabel op, YaYa Records. Een jaar daarna besloot ook Kemperman om op te stappen en hij werd opgevolgd door John Hoogland (zanger, gitarist en toetsenist) die afkomstig was van de groep Amphora.
De in 1981 op het eigen Ya Ya records uitgebrachte single Manmade In Japan vestigde de eerste serieuze aandacht op de band. In 1983 werd de bandnaam Grace veranderd in G'race en er werd een contract getekend met platenmaatschappij WEA. De eerste single die bij dit label werd uitgebracht, Manhattan, werd een grote hit. Ook werd er een nieuw album uitgebracht, Junglebeat. Latere singles Dr. Rhythm en Jay-O-Dee bereikten wel de hitparade, maar werden geen grote hits. Voor Nothing in this world en Ayobuwan gold dat ze in de Tipparade bleven steken en daarna werd het stil rondom de groep. De Wijn deed het individueel als componist en producer van Koos Alberts en Gerard Joling wel heel goed.
Na drie jaar stilte kwam G'race met een nieuw album, Colour locale. De singles van dit album kwamen alle niet verder dan de Tipparade. Van den Outenaar en De Wijn hadden daarnaast in de tussentijd wel een relatie gekregen. In 1995, na een afwezigheid van zeven jaar, verscheen opeens de single Rhythm of your heart. Daarnaast kwam de cd Beach club uit. Vijf jaar later verscheen van Van den Outenaar, onder de naam Shaken and stirred, nog de single Music from Venus, maar ook dit werd weinig succesvol.

## Discografie

### Albums
| Album met eventuele hitnotering(en) in de Nederlandse Album Top 100 | Datum van verschijnen | Datum van binnenkomst | Hoogste positie | Aantal weken | Opmerkingen |
| ------------------------------------------------------------------- | --------------------- | --------------------- | --------------- | ------------ | ----------- |
| Koppop                                                              | 1980                  | -                     |                 |              |             |
| Junglebeat                                                          | 1984                  | -                     |                 |              |             |
| Colour locale                                                       | 1988                  | -                     |                 |              |             |
| Blue side of midnight                                               | 1991                  | -                     |                 |              |             |
| What's the colour of music                                          | 1992                  | -                     |                 |              |             |
| Beach club                                                          | 1995                  | -                     |                 |              |             |

### Singles
| Single met eventuele hitnotering(en) in de Nederlandse Top 40 | Datum van verschijnen | Datum van binnenkomst | Hoogste positie | Aantal weken | Opmerkingen              |
| ------------------------------------------------------------- | --------------------- | --------------------- | --------------- | ------------ | ------------------------ |
| I hear music                                                  | 1975                  | -                     |                 |              |                          |
| Jamaica                                                       | 1976                  | -                     |                 |              |                          |
| Jolie                                                         | 1977                  | -                     |                 |              |                          |
| Warm sliding                                                  | 1980                  | -                     |                 |              |                          |
| Manmade in Japan                                              | 1981                  | -                     |                 |              |                          |
| Manhattan                                                     | 1983                  | 05-11-1983            | 4               | 9            | #3 in de Single Top 100  |
| Dr. Rhythm                                                    | 1984                  | 10-03-1984            | 21              | 5            | #20 in de Single Top 100 |
| Jay-O-Dee                                                     | 1984                  | 07-07-1984            | 34              | 3            | #27 in de Single Top 100 |
| Law of the jungle                                             | 1984                  | 10-11-1984            | tip4            | -            | #38 in de Single Top 100 |
| Nothing in this world                                         | 1985                  | 06-04-1985            | tip17           | -            |                          |
| Ayobuwan                                                      | 1985                  | 10-08-1985            | tip15           | -            |                          |
| Beat that clock                                               | 1986                  | -                     |                 |              |                          |
| Never felt this way before                                    | 1988                  | 23-07-1988            | tip9            | -            | #51 in de Single Top 100 |
| Southern rain                                                 | 1988                  | 22-10-1988            | tip5            | -            | #55 in de Single Top 100 |
| A night to remember                                           | 1989                  | 18-03-1989            | tip14           | -            | #72 in de Single Top 100 |
| Calypso round the clock                                       | 1990                  | 21-04-1990            | tip8            |              | #48 in de Single Top 100 |
| Ritmo latino                                                  | 1990                  | -                     |                 |              |                          |
| Don't keep me waiting                                         | 1991                  | -                     |                 |              | #87 in de Single Top 100 |
| Slow dancin (in a fast world)                                 | 1991                  | -                     |                 |              |                          |
| Grains of sand                                                | 1992                  | -                     |                 |              |                          |
| Rhythm of your heart                                          | 1995                  | -                     |                 |              |                          |